# Bakteriomocz
Bakteriomocz, bakteriuria – stan, w którym stwierdza się obecność bakterii w moczu.
W warunkach prawidłowych mocz jest jałowy, czyli nie występują w nim bakterie, jedynie w dalszej części cewki moczowej, mogą występować bakterie saprofityczne. Drogą wstępującą, ale także drogą krwiopochodną i poprzez ciągłość z otoczenia, może dojść do kolonizacji dróg moczowych. Obecność bakterii w moczu nie jest jednak równoważna z rozpoznaniem zakażenia układu moczowego. Dla rozpoznania zakażenia dróg moczowych konieczne jest stwierdzenie w moczu bakterii uropatogennych (czyli chorobotwórczych w obrębie dróg moczowych), występujących w odpowiedniej liczbie.
Arbitralnie podzielono występowanie bakteriomoczu na dwie sytuacje kliniczne: bakteriomocz znamienny (uważany za objaw istnienia zakażenia układu moczowego) i bakteriomocz bezobjawowy (czyli istnienie bakteriomoczu znamiennego u osoby bez objawów podmiotowych ani przedmiotowych).
Aby uzyskać obiektywną ocenę występowania bakteriomoczu, należy wykonać badanie posiewu moczu, z zachowaniem reżimu jałowego oddania moczu do badania, aby uniknąć nadkażenia bakteriami saprofitycznymi, występującymi w końcowym odcinku cewki moczowej, pochwie lub skórze okolic ujścia cewki moczowej.

## Bakteriomocz znamienny
Bakteriomocz znamienny rozpoznaje się w następujących sytuacjach:
- obecność co najmniej 100000 (105) żywych bakterii w 1 ml moczu.
- obecność co najmniej 10000 (104) żywych bakterii w 1 ml moczu u kobiet z objawami odmiedniczkowego zapalenia nerek
- obecność co najmniej 1000 (103) żywych bakterii w 1 ml moczu u kobiet z objawami zapalenia pęcherza moczowego i u mężczyzn z objawami każdego zakażenia układu moczowego
- każda ilość bakterii w moczu pobranego drogą nadłonowego nakłucia pęcherza moczowego.

Stwierdzenie znamiennego bakteriomoczu świadczy o zakażeniu układu moczowego, jest wskazaniem do wdrożenia odpowiedniego leczenia, czy jego kontynuowania.

## Bakteriomocz bezobjawowy
Bakteriomocz znamienny bez klinicznych objawów zakażenia dróg moczowych to bakteriomocz bezobjawowy.
Bakteriomocz bezobjawowy wymaga rozpoznania i leczenia u kobiet w ciąży, u mężczyzn przed planowaną przezcewkową elektroresekcją gruczołu krokowego oraz u osób przed zabiegami urologicznymi, podczas których może dojść do krwawienia z błony śluzowej.